# Zalina Marghieva
Zalina Soslanovna Marghieva (Russisch: Залина Сослановна Маргиева) (Vladikavkaz, 5 februari 1988) is een atleet uit Moldavië. Ze is gespecialiseerd in het onderdeel kogelslingeren.
Op de Atletiek op de Zomeruniversiade 2011 behaalde ze bij het kogelslingeren een gouden medaille.
Ook op de European Cup Winter Throwing 2012 en 2013 pakte ze de eerste plaats.

## Olympische Spelen
Marghieva nam viermaal deel aan de Olympische Zomerspelen.
In 2008, 2012, 2016 en 2020 was zij erbij op de Spelen, waarbij een vijfde plaats in Rio de Janeiro in 2016 de beste prestatie was.
In 2012 en 2016 droeg zij ook de vlag voor Moldavië op de sluitingsceremonie.

## Privé
Zalina Marghieva is de zus van Olympiers Serghei Marghiev en Marina Marghiev-Nicișenco.
- World Athletics: 14290915